# Vũ Bình quân
Vũ Bình quân (giản thể: 武平军; phồn thể: 武平軍; bính âm: Wǔpíngjūn, 951–963), là một chính quyền phiên trấn cát cứ trong thời kỳ Ngũ Đại Thập Quốc. Chính quyền này lần lượt do ba họ (Lưu, Vương và Chu) bốn đời giữ chức tiết độ sứ cai quản vùng Hồ Nam cho đến giữa thế kỷ 10 thì bị nhà Tống thôn tính.
Niên hiệu Quang Hóa năm đầu thời Đường Chiêu Tông (898) triều đình thiết lập Vũ Trinh quân tiết độ sứ, trị sở đặt tại Lễ Châu, cai quản Lễ Châu, Lãng Châu, Tự Châu do hai cha con Lôi Mãn, Lôi Ngạn Uy cát cứ. Tới thời Ngũ Đại mới đổi tên thành Vũ Bình quân tiết độ sứ, trị sở dời sang Lãng châu. Thời kỳ Ngũ Đại Thập Quốc, vị trí của Vũ Bình quân nay thuộc khu vực tỉnh Hồ Nam, sau khi tiêu diệt nước Sở họ Mã, cũng là tên gọi của phiên trấn vùng Hồ Nam. Tiết độ sứ cuối cùng là Chu Bảo Quyền mới 12 tuổi.
| Chức vụ                 | Tên            | Hán tự | Thời gian tại vị |
| ----------------------- | -------------- | ------ | ---------------- |
| Vũ Bình quân Tiết độ sứ | Lưu Ngôn       | 劉言   | 951—953          |
| Vũ Bình quân Tiết độ sứ | Vương Quỳ      | 王逵   | 953—956          |
| Vũ Bình quân Tiết độ sứ | Chu Hành Phùng | 周行逢 | 956—962          |
| Vũ Bình quân Tiết độ sứ | Chu Bảo Quyền  | 周保權 | 962—963          |